# Lebia moesta
Lebia moesta är en skalbaggsart som beskrevs av Leconte. Lebia moesta ingår i släktet Lebia och familjen jordlöpare. Inga underarter finns listade i Catalogue of Life.